# Llista de monuments d'Inca
Llista de monuments d'Inca catalogats pel consell insular de Mallorca com a Béns d'Interès Cultural en la categoria de monuments pel seu interès històric, artístic, arquitectònic, arqueològic, històric-industrial, etnològic, social, científic o tècnic.
| Monument                                                           | Tipus                | Localització                   | Coordenades                                          | Codi?         | Imatge |
| ------------------------------------------------------------------ | -------------------- | ------------------------------ | ---------------------------------------------------- | ------------- | --- |
| Son Penya                                                          | Arq. defensiva       | Inca                           |                                                      | RI-51-0008435 | Carregueu una nova foto d'aquest monument                                                                                          |
| Son Vivot                                                          | Arq. defensiva       | Inca                           | 39° 44′ 20″ N, 2° 57′ 57″ E / 39.739019°N,2.96586°E  | RI-51-0008436 | Carregueu una nova foto d'aquest monument                                                                                          |
| Claustre de Sant Domingo                                           | Edif. religiosos     | Inca Avinguda de les Germanies | 39° 43′ 16″ N, 2° 54′ 25″ E / 39.721184°N,2.907077°E | RI-51-0008668 | Claustre de Sant Domingo (Inca) · Vegeu més fotos d'aquest monument · Carregueu una nova foto d'aquest monument                    |
| Església i convent de Sant Bartomeu                                | Edif. religiosos     | Inca Carrer de les Monges      | 39° 43′ 28″ N, 2° 54′ 31″ E / 39.72452°N,2.908595°E  | RI-51-0011593 | Església i convent de Sant Bartomeu (Inca) · Vegeu més fotos d'aquest monument · Carregueu una nova foto d'aquest monument         |
| Església parroquial de Santa Maria la Major                        | Edif. religiosos     | Inca Plaça de l'Orgue          | 39° 43′ 17″ N, 2° 54′ 42″ E / 39.721457°N,2.911629°E | RI-51-0011599 | Església parroquial de Santa Maria la Major (Inca) · Vegeu més fotos d'aquest monument · Carregueu una nova foto d'aquest monument |
| Fragment de capitell de la zona de Selva Mancor                    | Creus de terme       | Inca                           |                                                      | RI-51-0010294 | Carregueu una nova foto d'aquest monument                                                                                          |
| Creu de ses Monges                                                 | Creus de terme       | Inca C. de les Monges          | 39° 43′ 30″ N, 2° 54′ 32″ E / 39.724940°N,2.908776°E | RI-51-0010295 | Carregueu una nova foto d'aquest monument                                                                                          |
| Creu de la carretera de Sineu                                      | Creus de terme       | Inca                           |                                                      | RI-51-0010296 | Carregueu una nova foto d'aquest monument                                                                                          |
| Creu de sa Punta, o Creu de na Barona                              | Creus de terme       | Inca                           | 39° 42′ 30″ N, 2° 53′ 56″ E / 39.708272°N,2.898871°E | RI-51-0010297 | Carregueu una nova foto d'aquest monument                                                                                          |
| Creu de n'Osonas, o Creu de la carretera de Sencelles              | Creus de terme       | Inca                           | 39° 42′ 45″ N, 2° 54′ 32″ E / 39.712596°N,2.908862°E | RI-51-0010298 | Carregueu una nova foto d'aquest monument                                                                                          |
| Creu d'en Roca                                                     | Creus de terme       | Inca                           | 39° 42′ 58″ N, 2° 54′ 57″ E / 39.715999°N,2.915765°E | RI-51-0010299 | Carregueu una nova foto d'aquest monument                                                                                          |
| Talaiot de s'Avençar / Son Trempó                                  | Monument arqueològic | Inca                           | 39° 43′ 07″ N, 2° 56′ 02″ E / 39.718713°N,2.933811°E | RI-51-0002109 | Carregueu una nova foto d'aquest monument                                                                                          |
| Conjunt prehistòric des Batliu                                     | Monument arqueològic | Inca                           | 39° 42′ 18″ N, 2° 56′ 14″ E / 39.704956°N,2.937090°E | RI-51-0002110 | Carregueu una nova foto d'aquest monument                                                                                          |
| Talaiot de Ca los Carros                                           | Monument arqueològic | Inca                           |                                                      | RI-51-0002111 | Carregueu una nova foto d'aquest monument                                                                                          |
| Restes prehistòriques de Can Pa Calent                             | Monument arqueològic | Inca                           | 39° 42′ 33″ N, 2° 56′ 15″ E / 39.709282°N,2.937436°E | RI-51-0002112 | Carregueu una nova foto d'aquest monument                                                                                          |
| Turó fortificat des Puig d'Inca                                    | Monument arqueològic | Inca                           | 39° 43′ 18″ N, 2° 57′ 24″ E / 39.721544°N,2.956561°E | RI-51-0002113 | Carregueu una nova foto d'aquest monument                                                                                          |
| Cova de Son Alegre / Cas Poller                                    | Monument arqueològic | Inca                           | 39° 41′ 54″ N, 2° 59′ 04″ E / 39.698305°N,2.984569°E | RI-51-0002114 | Carregueu una nova foto d'aquest monument                                                                                          |
| Cova de Son Alegre / Ses Coves                                     | Monument arqueològic | Inca                           | 39° 41′ 52″ N, 2° 59′ 10″ E / 39.697764°N,2.986085°E | RI-51-0002115 | Carregueu una nova foto d'aquest monument                                                                                          |
| Cova de Son Bordils / Can Guapo                                    | Monument arqueològic | Inca                           | 39° 41′ 06″ N, 2° 57′ 08″ E / 39.685033°N,2.952266°E | RI-51-0002116 | Carregueu una nova foto d'aquest monument                                                                                          |
| Habitacions prehistòriques de Son Fiol de Dalt                     | Monument arqueològic | Inca                           | 39° 42′ 17″ N, 2° 57′ 59″ E / 39.704788°N,2.966253°E | RI-51-0002117 | Carregueu una nova foto d'aquest monument                                                                                          |
| Cova de Son Frare / Cova de ses Rates Pinyades                     | Monument arqueològic | Inca                           | 39° 43′ 48″ N, 2° 57′ 52″ E / 39.730017°N,2.964479°E | RI-51-0002118 | Carregueu una nova foto d'aquest monument                                                                                          |
| Necròpoli de Son Gual / Cova de s'Arena                            | Monument arqueològic | Inca                           | 39° 42′ 48″ N, 2° 56′ 43″ E / 39.713430°N,2.945249°E | RI-51-0002119 | Carregueu una nova foto d'aquest monument                                                                                          |
| Talaiot de Son Mas des Potecari / S'Argenteria                     | Monument arqueològic | Inca                           | 39° 41′ 06″ N, 2° 58′ 32″ E / 39.684977°N,2.975580°E | RI-51-0002120 | Carregueu una nova foto d'aquest monument                                                                                          |
| Turó fortificat de Son Ravanet / Puig de s'Ermita o de ses Talaies | Monument arqueològic | Inca                           | 39° 44′ 11″ N, 2° 55′ 27″ E / 39.736376°N,2.924222°E | RI-51-0002121 | Carregueu una nova foto d'aquest monument                                                                                          |
| Conjunt prehistòric de Son Sastre                                  | Monument arqueològic | Inca                           | 39° 44′ 11″ N, 2° 57′ 48″ E / 39.736332°N,2.963320°E | RI-51-0002122 | Carregueu una nova foto d'aquest monument                                                                                          |
| Cova de Son Seriol / Can Pere de sa Cova                           | Monument arqueològic | Inca                           |                                                      | RI-51-0002123 | Carregueu una nova foto d'aquest monument                                                                                          |
| Restes prehistòriques de Son Vic / Es Vilars                       | Monument arqueològic | Inca                           | 39° 41′ 33″ N, 2° 54′ 20″ E / 39.692591°N,2.905611°E | RI-51-0002124 | Carregueu una nova foto d'aquest monument                                                                                          |
| Talaiot de Son Vivot / Es Puig / Claper des Moro                   | Monument arqueològic | Inca                           | 39° 43′ 59″ N, 2° 58′ 07″ E / 39.733162°N,2.968573°E | RI-51-0002125 | Carregueu una nova foto d'aquest monument                                                                                          |
| Talaiot de Tirasset / Can Colau                                    | Monument arqueològic | Inca                           | 39° 42′ 08″ N, 2° 58′ 34″ E / 39.702088°N,2.976169°E | RI-51-0002126 | Carregueu una nova foto d'aquest monument                                                                                          |
| Restes prehistòriques de Tirasset / Can Jordi-can Tiró             | Monument arqueològic | Inca                           | 39° 42′ 26″ N, 2° 58′ 36″ E / 39.707116°N,2.976748°E | RI-51-0002127 | Carregueu una nova foto d'aquest monument                                                                                          |